# Xanthocercis zambesiaca
Xanthocercis zambesiaca är en ärtväxtart som först beskrevs av John Gilbert Baker, och fick sitt nu gällande namn av Dumaz-le-grand. Xanthocercis zambesiaca ingår i släktet Xanthocercis och familjen ärtväxter. Inga underarter finns listade i Catalogue of Life.

## Bildgalleri

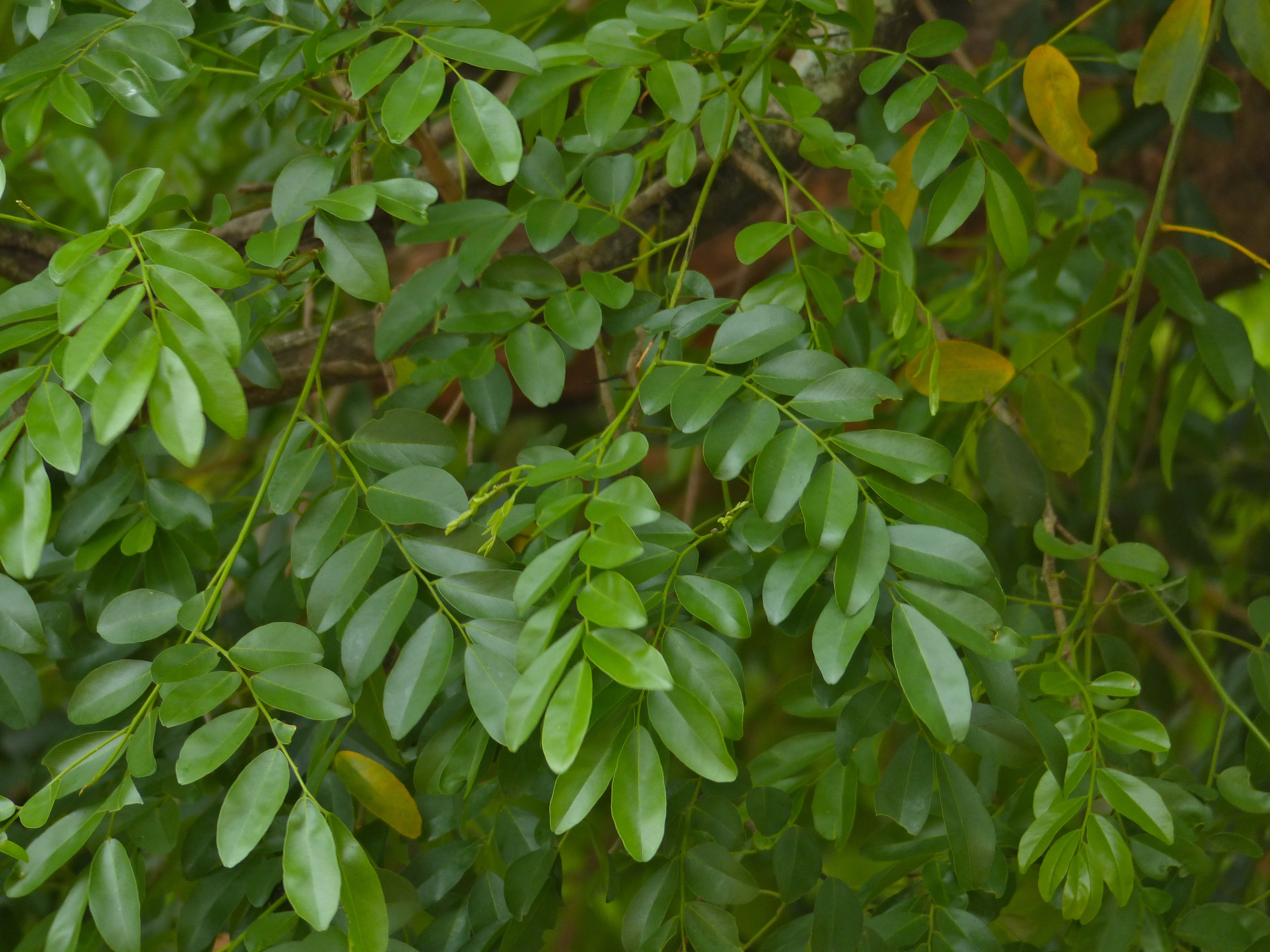
lövverk
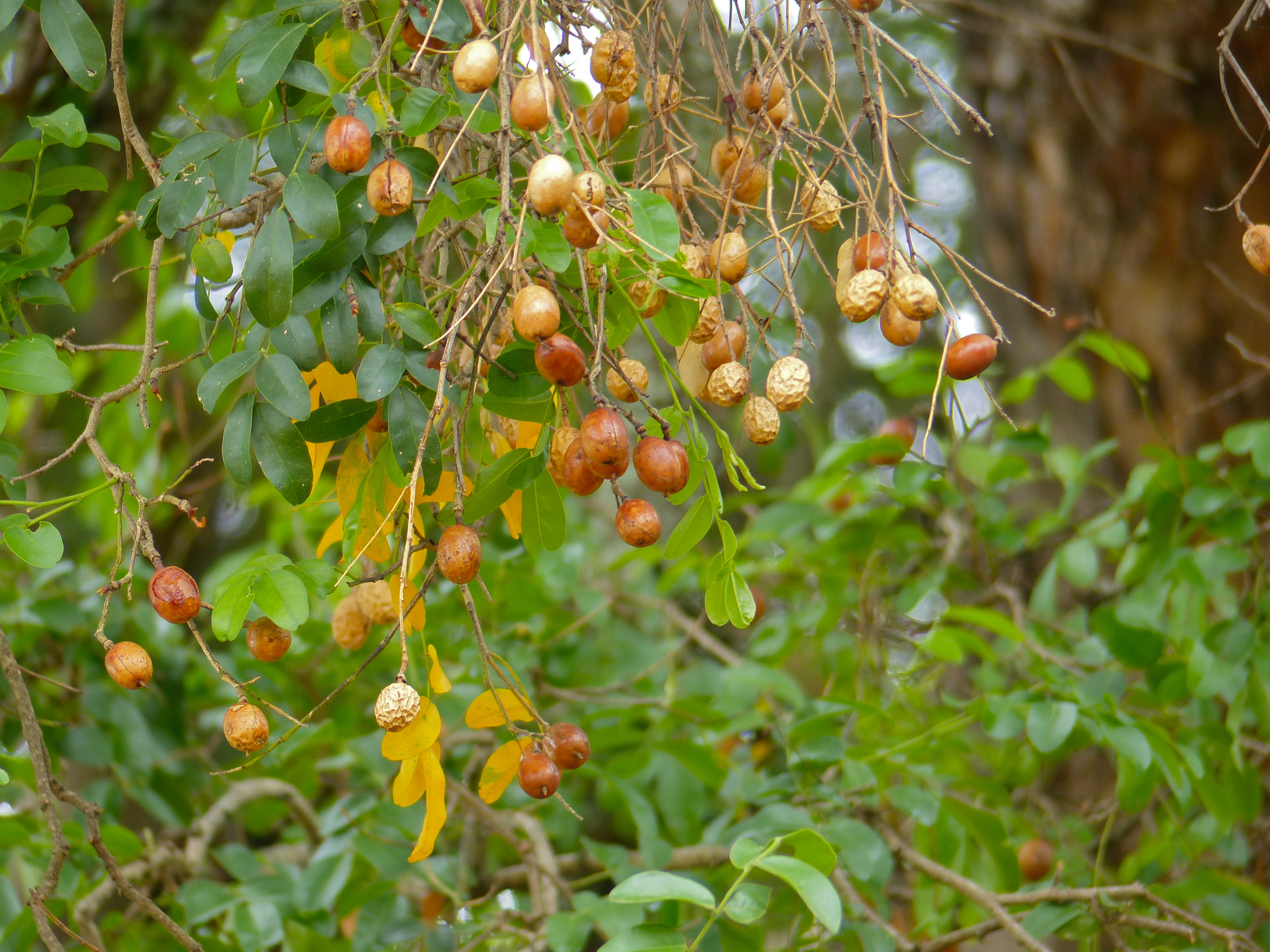
frukt